# Xã Baldwin, Quận Iosco, Michigan
Xã Baldwin (tiếng Anh: Baldwin Township) là một xã thuộc quận Iosco, tiểu bang Michigan, Hoa Kỳ. Năm 2010, dân số của xã này là 1.694 người.